# チャールズ・E・シルバーマン
チャールズ・E・シルバーマン（Charles E. Silberman 1925年1月31日 - 2011年2月5日）は、アメリカ合衆国のジャーナリスト。

## 生涯
アイオワ州の生まれ。コロンビア大学大学院を卒業した後、コロンビア大学、ニューヨーク大学などで教鞭をとり、その後ジャーナリズムの世界に身を投じ、『フォーチュン』誌で編集委員、論説委員などを務めた。
教育、人種、法制度など現代社会の主要な問題について調査研究プロジェクトを組織して、分析と検討を加えていくスタイルでの社会批評の分野で成果を挙げている。

## 主要な著作
- Criminal Violence, Criminal Justice. (1978年)
- Crisis in Black and White.（1964年）
- 『アメリカのユダヤ人』（A Certain People: American Jews and Their Lives Today）、サイマル出版会、1988年 / 明石書店、2001年
- 『教室の危機－学校教育の全面的再検討』（Crisis in the Classroom）上・下、サイマル出版会、1973年